# Jarrett Allen

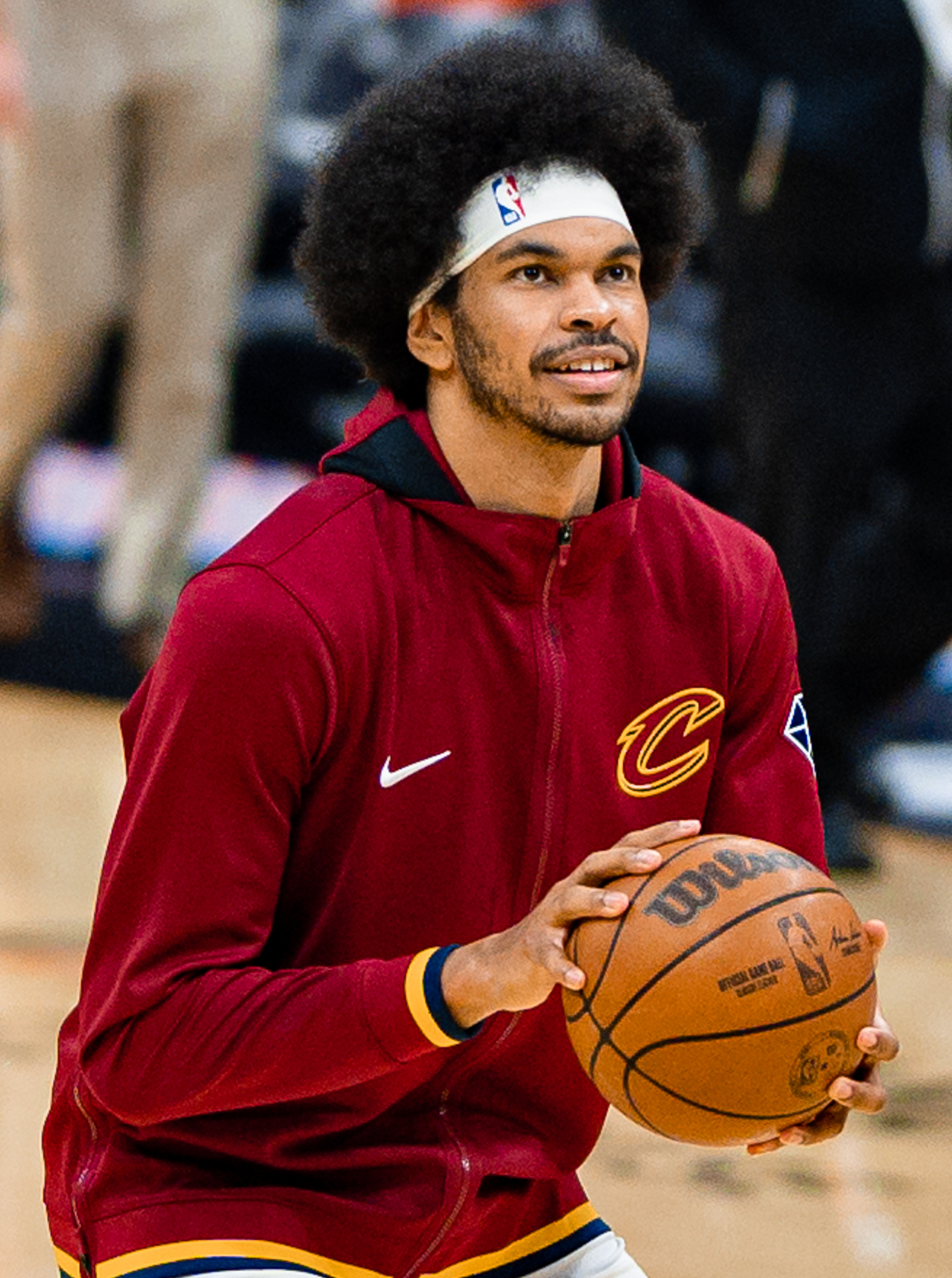
Jarrett Allen, 2021.

Jarrett Allen, född 21 april 1998 i San Diego i Kalifornien, är en amerikansk professionell basketspelare (C) som spelar för Cleveland Cavaliers i National Basketball Association (NBA). Han har tidigare spelat för Brooklyn Nets.
Allen draftades av Brooklyn Nets i första rundan i 2017 års draft som 22:a spelare totalt.
Innan han blev proffs studerade Allen vid University of Texas at Austin och spelade för deras idrottsförening Texas Longhorns.